# 新生児蘇生法
新生児蘇生法（しんせいじそせいほう）は、出生時を中心とした新生児を対象とする蘇生法。
日本においては、「JRC蘇生ガイドライン2020」に基づく Neonatal Cardiopulmonary Resuscitation（NCPR）が用いられる。
各国の実情に合わせて策定されており、例えば米国では NCPR ではなく NRP（Neonatal Resuscitation Program）が用いられる。
以下、日本における新生児蘇生法である NCPR について記載する。
なお、対象が新生児（日齢28未満の児）であっても病院前救護や外来、小児科病棟、小児集中治療部門といった周産期施設以外の場面では、乳児に対する心肺蘇生法を適用してよい。

## 概要
「蘇生に立ち会う医療従事者が誰であっても遅延なき有効な人工呼吸が実践でき、質の高い安全な医療が担保される」ことを基本的なコンセプトとしている。
初期処置を施行した上で「自発呼吸なし」または　「心拍100/分未満（徐脈）」のいずれかを満たす症例では、出生後60秒以内にバッグ・ マスク換気による人工呼吸を開始することが強調されている。

## 蘇生の基本的な流れ
蘇生の基本的な流れに関しては、アルゴリズム図が公開されており、これに基づいて行う。
出生直後のチェックポイントとして、「早産児」「弱い呼吸・啼泣」「筋緊張低下」の3つを評価する。
これらのうち、いずれか一つでも満たす場合には、初期処置（保温、体位保持、気道開通、皮膚乾燥と刺激）を行う。
しかるのちに「自発呼吸なし」または「心拍100/分未満」を満たす症例では、出生後60秒以内にバッグ・ マスク換気による人工呼吸を開始する。
人工呼吸開始後も徐脈が続く場合には人工呼吸を継続するが、換気が適切か必ず確認する必要がある。
人工呼吸開始後も心拍数60回/未満である場合、人工呼吸（＋酸素投与）と胸骨圧迫を1:3の割合で開始する。
その後も心拍数60回/未満が続く場合、アドレナリンの投与を検討する。
これら、出生後60秒以内の人工呼吸を要する症例における蘇生の流れを「救命の流れ」と呼び、アルゴリズム図の左側（直線的な流れ）に相当する。
なお、呼吸様運動があったとしても、それが あえぎ呼吸であれば、「自発呼吸なし」に準じて人工呼吸を開始する必要がある。
一方、「自発呼吸あり」かつ「心拍100/分以上」の症例では、「努力呼吸」と「チアノーゼ」のいずれかがみられる場合に、SpO2 モニタを装着の上、必要に応じてCPAPまたは酸素投与を行う。
その後も改善傾向がみられない場合には、人工呼吸を検討する。
酸素化不良のみが続く場合には、チアノーゼ性心疾患を鑑別する。
これら、出生後60秒以内の人工呼吸を要さない症例における蘇生の流れを「安定化の流れ」と呼び、アルゴリズム図の右側（への分岐）に相当する。
出生直後のチェックポイントとして「早産児」「弱い呼吸・啼泣」「筋緊張低下」のいずれも満たさない場合には、母親のそばでルーチンケア（保温・気道開通・皮膚乾燥）を行い、さらなる評価を継続する。
| 経過時間 | SpO2    |
| -------- | ------- |
| 1分      | 60%以上 |
| 3分      | 70%以上 |
| 5分      | 80%以上 |
| 10分     | 90%以上 |

## 2020年版アルゴリズムの変更点
2015年版アルゴリズムから2020年版アルゴリズムにかけての変更点として、下記の内容が挙げられている。
1. 新生児蘇生法の本質である救命の流れの強調（救命の流れを出生から評価と介入を直線的に配置した）
2. 出生前のステップとしてブリーフィングの表記の追加
3. 人工呼吸に引き続く胸骨圧迫時の『＋酸素』の表記の追加（胸骨圧迫を開始すると共に酸素投与が必要になることを明記）
4. アドレナリン投与の優先順位から独立した表記へ変更
5. 努力呼吸またはチアノーゼの『共にあり』から『どちらかあり』で安定化の流れに進むように変更
6. 安定化の流れでは最初の介入は直ちに行うのではなく、『SpO2モニタを装着し必要時CPAPまたは酸素投与』に変更
7. チアノーゼを『チアノーゼ(酸素化不良)』の表記へ変更
8. CPAPまたはフリーフロー酸素投与を開始した後、新たな評価基準として『改善傾向あり』を追加
9. 介入後の評価で努力呼吸とチアノーゼ(酸素化不良)に『改善傾向なし』の場合は原因検索を行いながら対応を検討に変更
10. 蘇生後のケアは『注意深く呼吸観察を継続』のみへ変更
11. 注釈 (a)、(b)、の簡略化